# Lapides figurati
Lapides figurati (lat., „gestaltete Steine“) oder Figurensteine war eine bis in das 18. Jahrhundert gebräuchliche Bezeichnung für Fossilien („Versteinerungen“). Die Bezeichnung wurde von dem Naturforscher Conrad Gessner im 16. Jahrhundert eingeführt.
Der Begriff erschien erstmals bei dem antiken Philosophen Aristoteles. Für diesen entstanden (in Anlehnung an Anaximander) die niederen Tiere durch eine Art Urzeugung (generatio spontana oder generatio aequivoca) aus Schlamm, in feuchter Erde, aus faulenden Substanzen oder ähnlichem Material; die lapides figurati sind somit Relikte dieser Urzeugung. Tertullian, Eusebius von Caesarea und andere christliche Gelehrte sahen die Funde als im Schlamm versunkenen Hinterlassenschaften der großen biblischen Flut an. Diese Vorstellungen prägten das wissenschaftliche Denken bis ins 19. Jahrhundert. So wurden noch die um 1802 gefundenen Fußspuren eines Sauriers von Yale- und Harvard-Gelehrten als Fußabdrücke von Noahs Raben eingeordnet. Erst mit dem Aufkommen der Darwinschen Evolutionstheorie war es der Wissenschaft schließlich möglich, die Funde entsprechend einzuordnen und zu bewerten.